# 相川有
相川有，日本漫畫家。

## 作品
- 聖痕武鬥傳、全5冊、原名（原作大塚英志）
- 原名、日文版全5冊（原作大塚英志）
- 黑暗邊緣、13冊待續、原名《DARK EDGE（日语：DARK EDGE）》、日文版全15冊
- 極樂丸、全3冊、原名《極楽丸（日语：極楽丸）》
- 蝴蝶效應、全5冊、原名《バタフライ（日语：バタフライ (漫画)）》
- WIZARDS NATION - 天幻少年、全4冊、原名《Wizards Nation》*長鴻出版社代理
- 獸耳系家族、全6冊、原名*長鴻出版社代理
- CHRONOS-DEEP-、全3冊。
- 淡定偵探AGATHA、全2冊、原名。*長鴻出版社代理

## 外部連結
- http://www.geocities.jp/ao_m_glory/ （页面存档备份，存于）（官方網站）（日語）
- （日語）
- 博客來網路書店 - 目前您搜尋的關鍵字為: 相川有 （页面存档备份，存于）（日語）